# George August Banker
George August Banker (8 de agosto de 1874-1 de diciembre de 1917) fue un deportista estadounidense que compitió en ciclismo en la modalidad de pista.
Ganó dos medallas en el Campeonato Mundial de Ciclismo en Pista, plata en 1895 y oro en 1898. Además, obtuvo la victoria en el Gran Premio de París de 1894 y en el Gran Premio de la UVF de 1895.

## Medallero internacional
| Campeonato Mundial | Campeonato Mundial | Campeonato Mundial | Campeonato Mundial       |
| Año                | Lugar              | Medalla            | Competición              |
| ------------------ | ------------------ | ------------------ | ------------------------ |
| 1895               | Colonia (Alemania) | Medalla de plata   | Velocidad individual (P) |
| 1898               | Viena (Austria)    | Medalla de oro     | Velocidad individual (P) |